# Бережанський деканат УГКЦ
Бережанський деканат Тернопільсько-Зборівської архієпархії УГКЦ — релігійна структура УГКЦ, що діє на території Тернопільської області України.

## Історія
Бережанський деканат існував у структурі УГКЦ вже у XVIII столітті, належав до Львівської єпарії та складався з 34 парафій.

## Декани
Декан Бережанський — о. Михайло Бугай.

## Парафії деканату
| Парафії                                  | Населені пункти             |
| ---------------------------------------- | --------------------------- |
| Пресвятої Трійці                         | м. Бережани                 |
| Мучеників Пратулинських                  | м. Бережани                 |
| Положення ризи Пресвятої Богородиці      | с. Базниківка               |
| Святих Володимира і Ольги                | с. Базниківка (Соколиця)    |
| Святого Миколая                          | с. Божиків                  |
| Успіння Пресвятої Богородиці             | с. Божиків (Лози)           |
| Успіння Пресвятої Богородиці             | с. Вербів                   |
| Собору Івана Хрестителя                  | с. Вільховець               |
| Непорочного Зачаття Пресвятої Богородиці | с. Волиця                   |
| Положення ризи Пресвятої Богородиці      | с. Волощина                 |
| Всіх святих українського народу          | с. Гайок                    |
| Перенесення мощей Святого Миколая        | с. Гиновичі                 |
| Покрови Пресвятої Богородиці             | с. Жовнівка                 |
| Святого апостола Івана Богослова         | с. Жуків                    |
| Святих верховних апостолів Петра і Павла | с. Залужжя                  |
| Успіння Пресвятої Богородиці             | с. Квіткове                 |
| Покрови Пресвятої Богородиці             | с. Котів                    |
| Святої Параскеви П'ятниці                | с. Куряни                   |
| Святого Миколая                          | с. Лапшин                   |
| Святих верховних апостолів Петра і Павла | с. Лапшин                   |
| Різдва Пресвятої Богородиці              | с. Лісники                  |
| Святого Димитрія                         | с. Літятин                  |
| Святого Миколая                          | с. Мечищів                  |
| Успіння Пресвятої Богородиці             | х. Молохів                  |
| Святого Священномученика Йосафата        | с. Надрічне                 |
| Воздвиження Чесного Хреста Господнього   | с. Нараїв                   |
| Святого архістратига Михаїла             | с. Писарівка                |
| Святого архістратига Михаїла             | с. Підвисоке                |
| Різдва Пресвятої Богородиці              | с. Підлісне                 |
| Воздвиження Чесного Хреста Господнього   | с. Пліхів                   |
| Святого архістратига Михаїла             | с. Посухів                  |
| Перенесення мощей Святого Миколая        | с. Потутори                 |
| Покрови Пресвятої Богородиці             | с. Рай                      |
| Різдва Пресвятої Богородиці              | с. Рибники                  |
| Пресвятої Богородиці Владичиці України   | с. Рогачин («Містечко»)     |
| Святого Юрія                             | с. Рогачин «Село»           |
| Воздвиження Чесного Хреста Господнього   | с. Саранчуки                |
| Святих верховних апостолів Петра і Павла | с. Саранчуки (Войсовичівка) |
| Перенесення мощей святого Миколая        | с. Слов'ятин                |
| Святого архістратига Михаїла             | с. Тростянець               |
| Святих верховних апостолів Петра і Павла | с. Урмань                   |
| Святого Юрія                             | с. Шибалин                  |